# Нижние Салманы
Ни́жние Салма́ны (тат. Түбән Салман) — деревня в Алькеевском районе Республики Татарстан, в составе Салманского сельского поселения.

## География
Деревня находится в Западном Закамье на реке Салманка, в 15 км к северо-западу от районного центра — села Базарные Матаки.

## История
В «Списке населенных мест по сведениям 1859 года», изданном в 1866 году, населённый пункт упомянут как казённая деревня Нижние Салманы 2-го стана Спасского уезда Казанской губернии. Располагалась при речке Большой Салманке, по левую сторону коммерческого Самарского тракта, в 31 версте от уездного города Спасска и в 12 верстах от становой квартиры в казённой деревне Базарные Матаки. В деревне в 50 дворах жили 463 человека (226 мужчин и 237 женщин). Была мечеть.

## Население
Динамика
По данным переписей, население деревни увеличивалось с 59 душ мужского пола в 1782 году до 693 человек в 1908 году. В последующие годы численность населения деревни уменьшалась и в 2015 году составила 29 человек.
Национальный состав
Согласно результатам переписи 2002 года, в национальной структуре населения села татары составляли 100% из 47 человек.

## Инфраструктура
В селе действует сельский клуб. В селе 1 улица.